# Luy de Béarn
Luy de Béarn – rzeka we Francji, przepływająca przez tereny departamentów Pireneje Atlantyckie i Landy, o długości 76,7 km. Stanowi dopływ rzeki Luy.